# コロシアム (バンド)
コロシアム（Colosseum）は、イングランド出身のジャズ / プログレッシブロック・バンド。
プログレ界のパイオニア的存在で、同国ドラマーのジョン・ハイズマンが率いたことで知られる。1970年代初期に解散したが、1990年代に再結成を果たし、2015年に活動停止後2020年に再始動している。

## 略歴

### 結成期（1968年 - 1971年）
1968年、ジョン・メイオール&ザ・ブルースブレイカーズのアルバム『ベア・ワイアーズ（Bare Wires）』にレコーディング・メンバーとして参加していたジョン・ハイズマン、トニー・リーヴス、ディック・ヘクストール＝スミスの3人と、オルガン奏者のデイヴ・グリーンスレイド、ボーカリスト兼ギタリストのジェイムス・リザーランド、ギタリストのジム・ローチェというラインナップで、「ジョン・ハイズマンズ・コロシアム」を結成。しかし、ローチェは短期間で脱退し、最終的にはリザーランドが単独でギターを担当する。そして半年後にバンド名を「コロシアム」と短縮し陣容が固まる。
1969年に第1作アルバム『コロシアム・ファースト・アルバム』をフォンタナ・レコードから発表し、全英アルバムチャートで15位を記録。
同年、ヴァーティゴへ移籍して2作目のアルバム『ヴァレンタイン組曲』を発表して、再び全英15位を記録した。ジュリアス・シーザー最後の3ヵ月をテーマにしたタイトル曲は高い評価を得ている。一方、アメリカのダンヒル・レコードから1970年に発売されたアルバム『グラス・イズ・グリーナー』は8曲のうち4曲がアルバム『ヴァレンタイン組曲』と重なっているが、ギター・パートはジェイムス・リザーランドに代わって加入したクレム・クレムソンがオーバー・ダビングしており、残りの4曲はクレムソンを含むラインナップで録音された。なお、『グラス・イズ・グリーナー』は、2004年に『ヴァレンタイン組曲』のデラックス・エディション盤ボーナス・ディスクとして再発されている。
その後、メンバーを交代させてマーク・クラーク、クリス・ファーロウらが参加して、1970年にスタジオ・アルバム『ドーター・オブ・タイム』を発表し、全英23位を記録。1971年には2枚組のライブ・アルバム『コロシアム・ライヴ』が全英17位に達し、それを最後に解散した。

### 第2期（1994年 - 2015年）

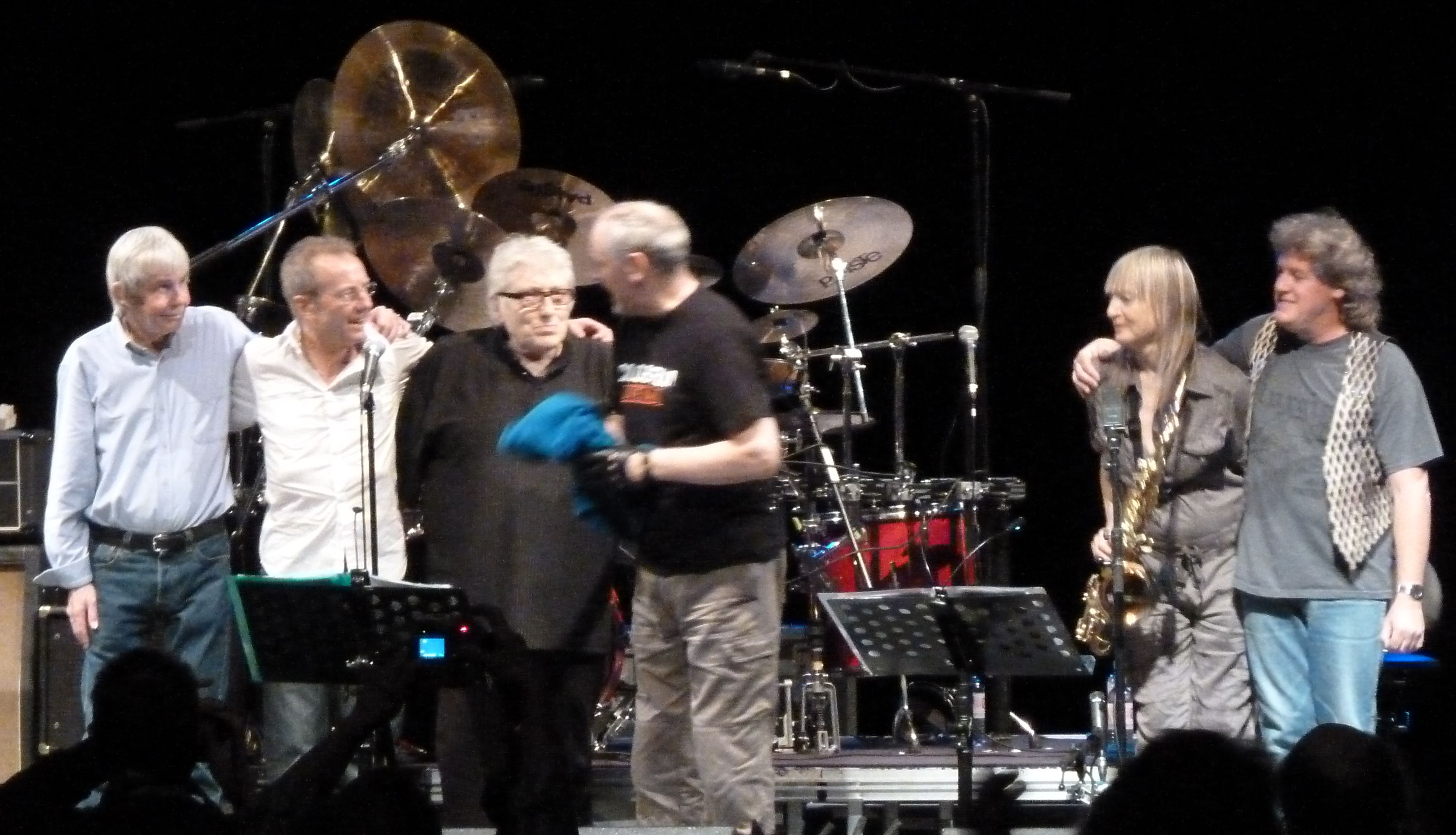
再結成2010年ラインナップ

1994年、アルバム『コロシアム・ライヴ』のメンバーにて再結成を果たす。1997年には27年ぶりのスタジオ・アルバム『Bread & Circuses』を発表。2004年にヘクストール＝スミスが亡くなり、バーバラ・トンプソンが加わった。2007年2月17日・18日にはハイズマン、クレムソン、グリーンスレイド、クラーク、ファーロウ、トンプソンのラインナップで初の日本公演（クラブチッタ川崎）を行っている。
2014年、11年振りのスタジオ・アルバム『タイム・オン・アワ・サイド』を発表。そして2015年2月28日のロンドン公演を最後に、コロシアムの活動を終了させることを発表し、その歴史に一旦幕を閉じた。
2018年、バンドの創設者、ジョン・ハイズマンが死去。

### 第3期（2020年 - ）
2020年、ジョン・ハイズマン亡きあと残されたクリス・ファーロウ、クレム・クレムソン、マーク・クラークを中心に再始動し、いくつかの公演で演奏を行った。そして2022年4月、8年ぶりとなるフルアルバム『Restoration』を発表。
2023年末、1971年に録音しながらお蔵入りしていた4thアルバム音源『Upon Tomorrow』をリリース。

## メンバー

### 現ラインナップ
※2022年4月時点
- クレム・クレムソン (Dave "Clem" Clempson) - ギター (1969年–1971年、1994年–2015年、2020年– )
『グラス・イズ・グリーナー』より参加。元「ベイカールー」。最初の解散後は「ハンブル・パイ」に参加。
- クリス・ファーロウ (Chris Farlowe) - ボーカル (1970年–1971年、1994年–2015年、2020年– )
『ドーター・オブ・タイム』より参加[10]。参加前はソロ歌手としてシングル「アウト・オブ・タイム」を英国チャート1位（1966年。プロデュースはミック・ジャガー）に送り込むなどして活躍していた。最初の解散後は「アトミック・ルースター」に参加したほか、ソロ活動も再開した。
- マーク・クラーク (Mark Clarke) - ベース (1970年–1971年、1994年–2015年、2020年– )
『ドーター・オブ・タイム』より参加。最初の解散後は「ユーライア・ヒープ」「テンペスト」「レインボー」「マウンテン」に参加。
- キム・ニシカワラ (Kim Nishikawara) - サクソフォーン (2020年– )
- マルコム・モルティモア (Malcolm Mortimore) - ドラムス (2020年– )
- ニック・スティード (Nick Steed) - キーボード (2021年– )

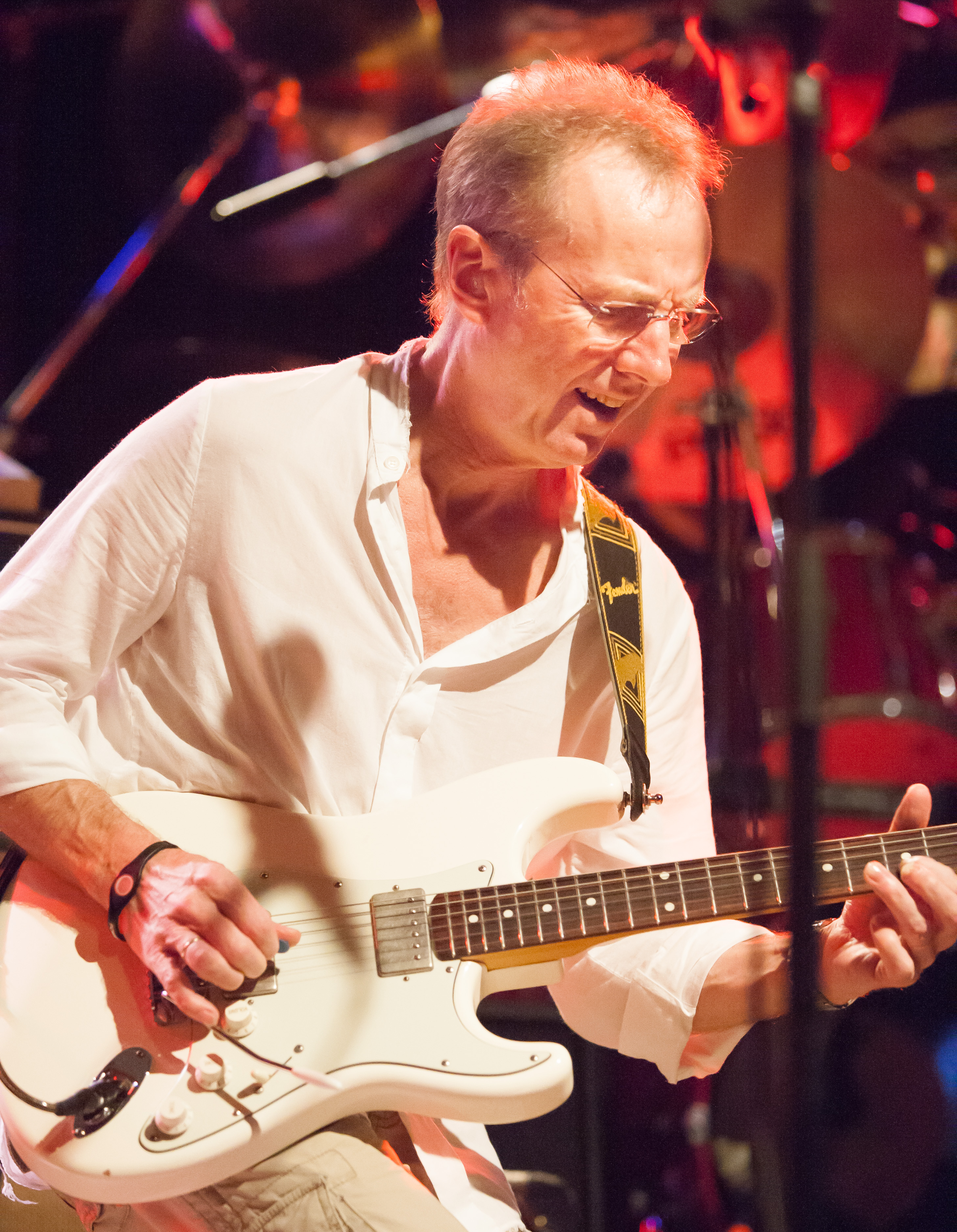
クレム・クレムソン（2011年）
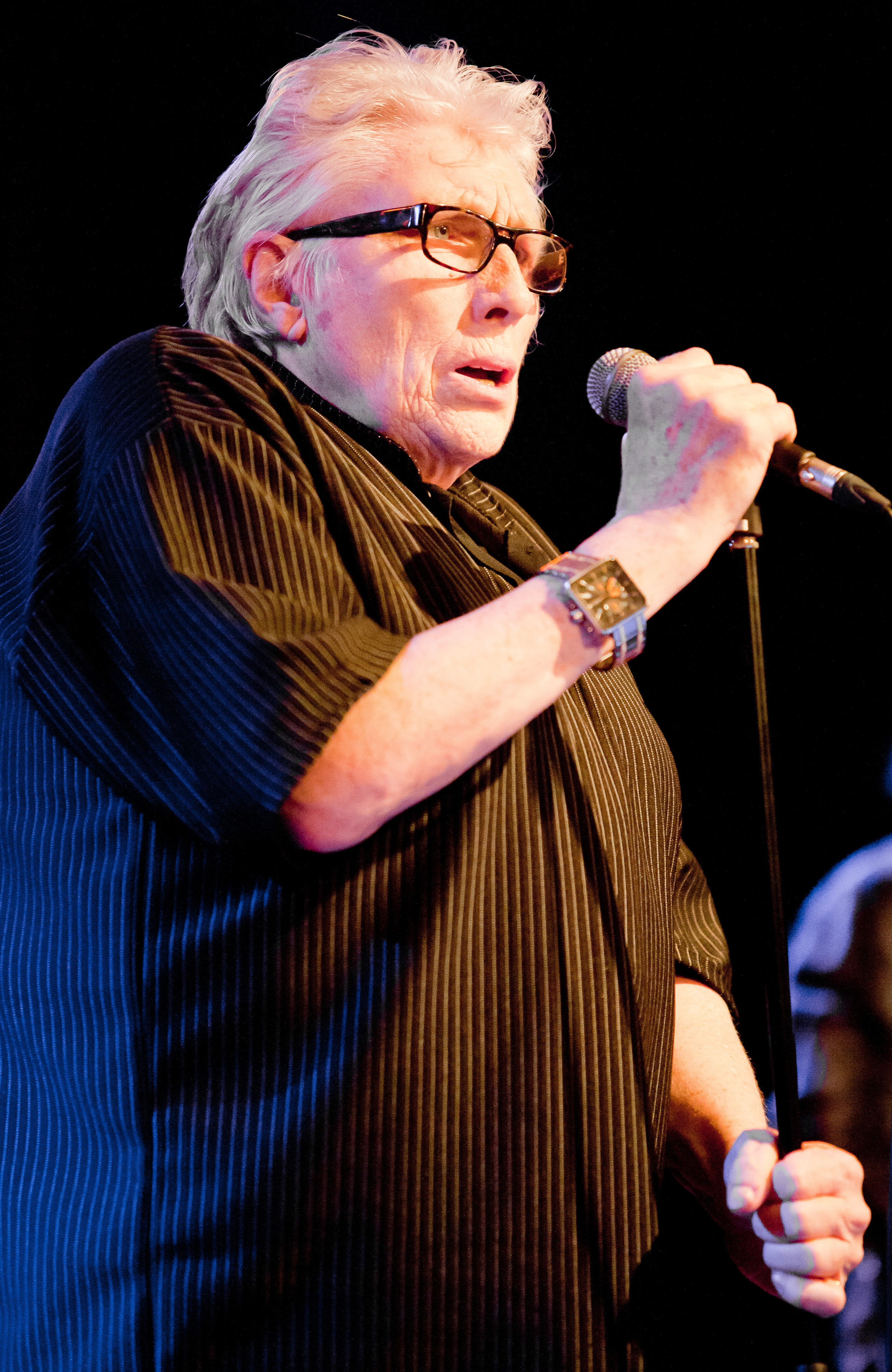
クリス・ファーロウ（2010年）
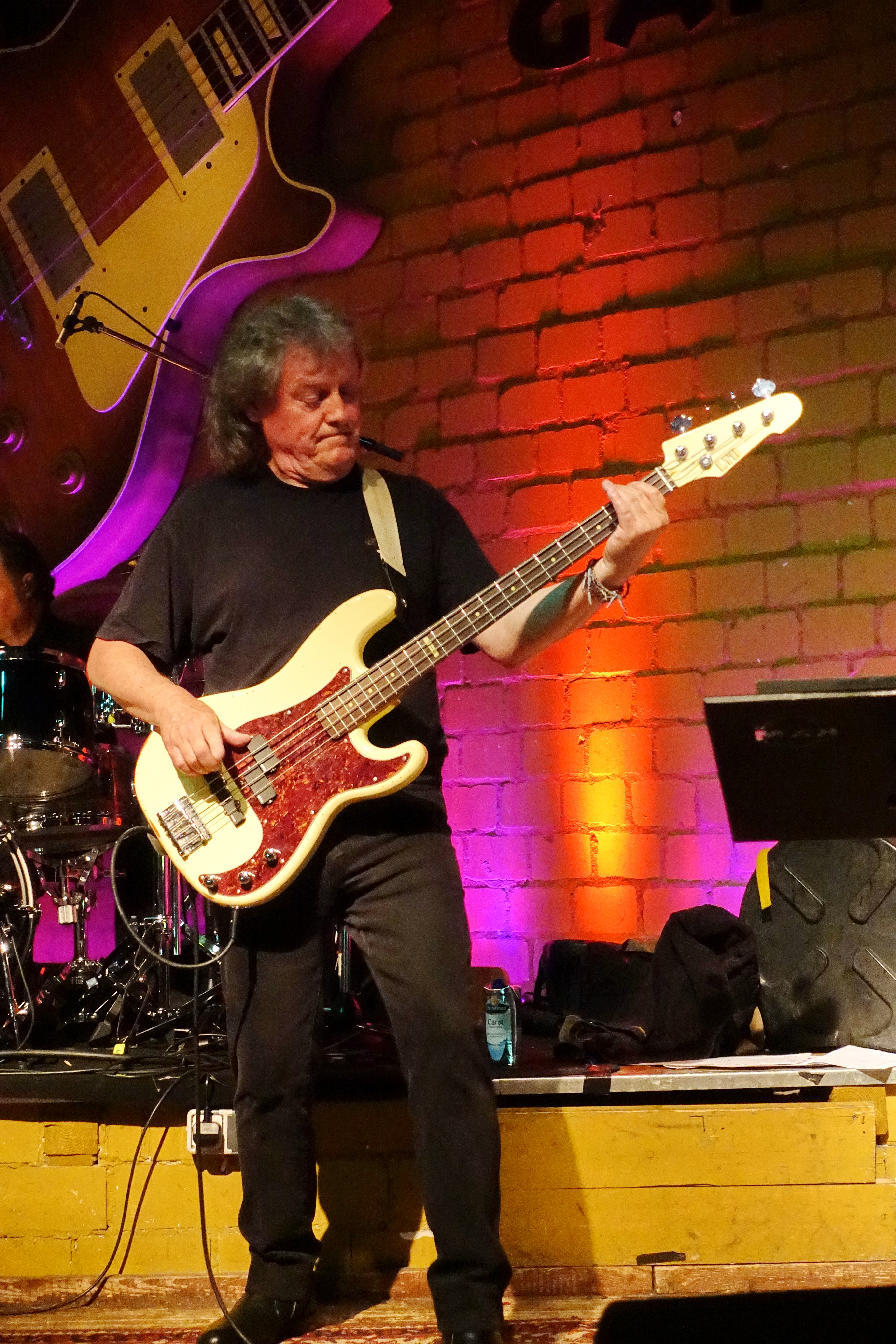
マーク・クラーク（2019年）

### 旧メンバー
- ジョン・ハイズマン (Jon Hiseman) - ドラムス (1968年–1971年、1994年–2015年) ※2018年死去
結成前は「グレアム・ボンド・オーガニゼーション」（以下GBO）「ジョン・メイオール&ザ・ブルースブレイカーズ」（以下ブルースブレイカーズ）に所属。最初の解散後は「テンペスト」「コロシアムII」を結成。「ユナイテッド・ジャズ+ロック・アンサンブル」に参加。
- デイヴ・グリーンスレイド (Dave Greenslade) - キーボード (1968年–1971年、1994年–2015年)
最初の解散後は自らのバンド「グリーンスレイド」や、ソロ活動を展開。
- ディック・ヘクストール＝スミス (Dick Heckstall-Smith) - サクソフォーン (1968年–1971年、1994年–2004年) ※2004年死去
結成前は「ブルース・インコーポレイテッド」「GBO」「ブルースブレイカーズ」に所属。解散後はソロ活動を展開し再結成にも参加したが、2004年逝去。
- ジェイムス・リザーランド (James Litherland) - ギター、ボーカル (1968年–1969年)
『ヴァレンタイン組曲』まで参加[11]。脱退後はジョン・ウェットンらと「モーグル・スラッシュ」を結成。息子のジェイムス・ブレイクもミュージシャンである。
- トニー・リーヴス (Tony Reeves) - ベース (1968年–1970年、サポート1999年)
結成前は「ブルースブレイカーズ」に所属。『グラス・イズ・グリーナー』まで参加。脱退後は「グリーンスレイド」「カーヴド・エア」に参加。
- ジム・ローチェ (Jim Roche) - ギター (1968年)
- ルイス・セナモ (Louis Cennamo) - ベース (1970年)
『ドーター・オブ・タイム』の一部に参加。参加前は「ザ・ハード」「ルネッサンス」で活動し、脱退後は「スティームハマー」「アルマゲドン」「イリュージョン」に参加。
- バーバラ・トンプソン (Barbara Thompson) - サクソフォーン (2004年–2015年) ※2022年死去
ゲスト参加を経て、ヘクストール＝スミス逝去後に正式に加入[12]。ハイズマンの妻。
- エイドリアン・アスキュー (Adrian Askew) - キーボード (2020年–2021年)

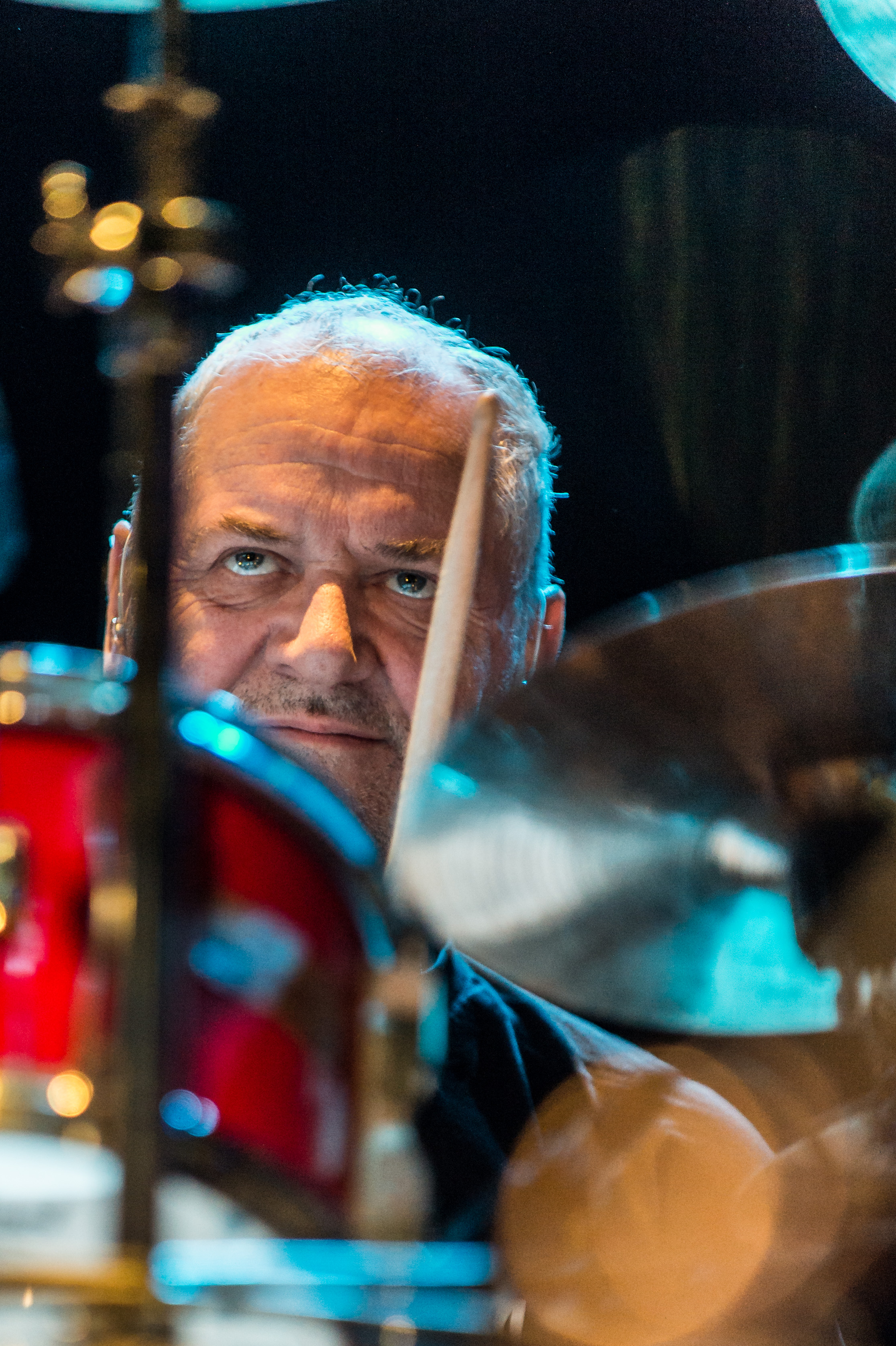
ジョン・ハイズマン（2015年）
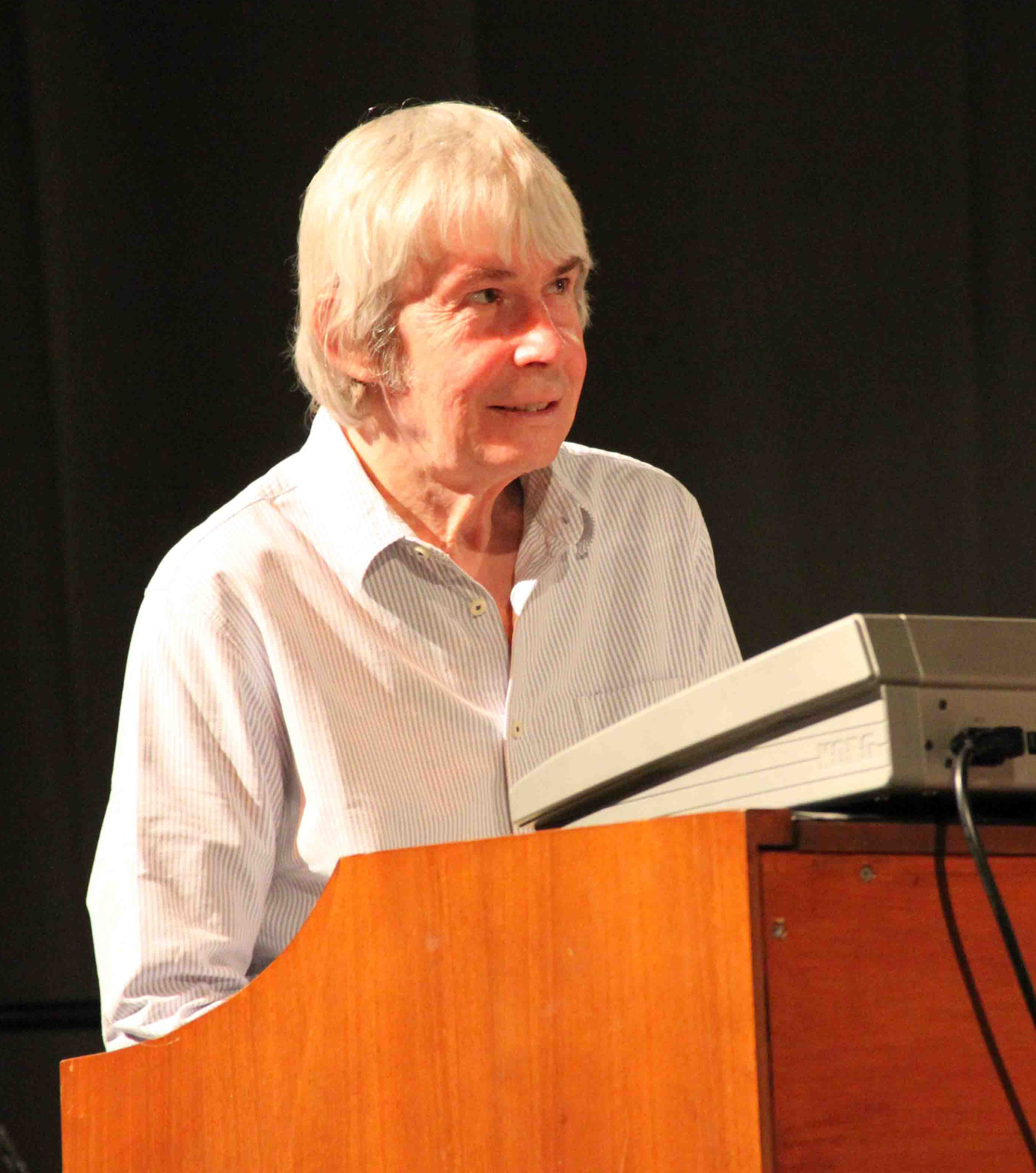
デイヴ・グリーンスレイド（2011年）
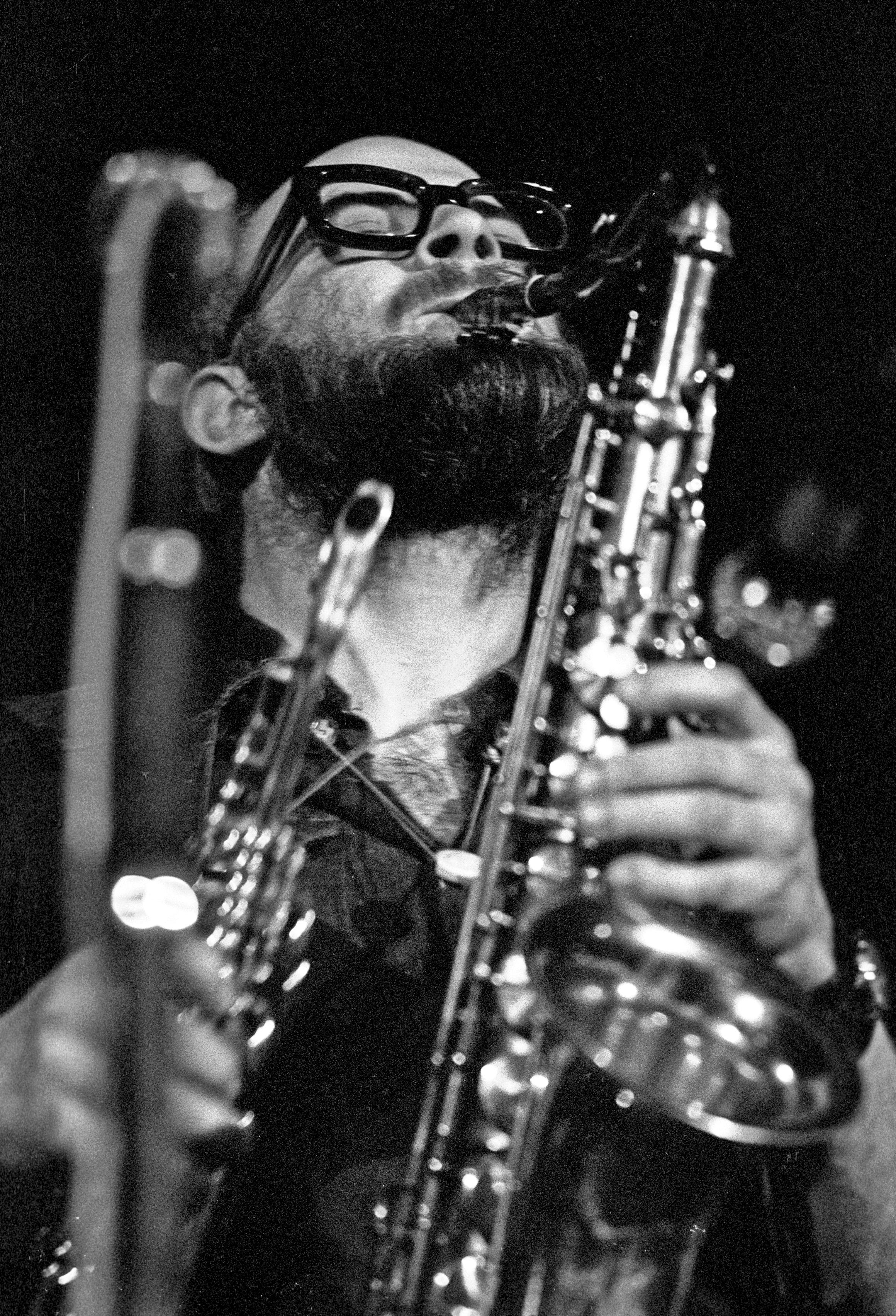
ディック・ヘクストール＝スミス
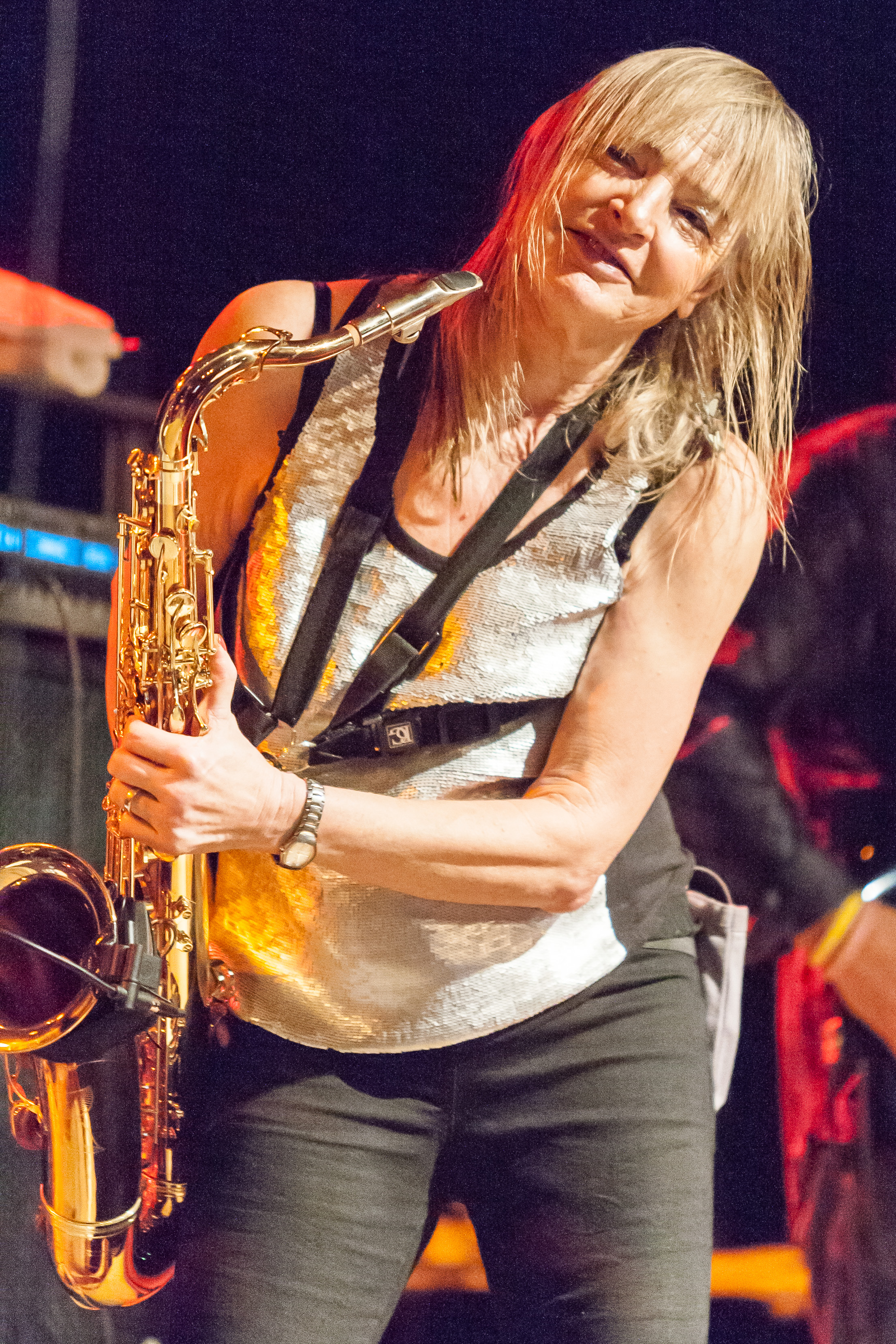
バーバラ・トンプソン（2010年）

## コロシアムII
1975年、ハイズマンやゲイリー・ムーアを中心に、コロシアムIIの冠名で編成されたフュージョン・ロック・バンド。1978年まで活動した。その結成経緯や音楽性から、一般的にコロシアムとは別グループと認識されている。詳細は「コロシアムII」を参照。

## ディスコグラフィ

### スタジオ・アルバム
- 『コロシアム・ファースト・アルバム』 - Those Who Are About to Die Salute You (1969年)
- 『ヴァレンタイン組曲』 - Valentyne Suite (1969年)
  - 『グラス・イズ・グリーナー』 - The Grass Is Greener (1970年) ※ヴァレンタイン組曲収録曲を中心に新録・再編集した北米盤
- 『ドーター・オブ・タイム』 - Daughter of Time (1970年)
- Bread & Circuses (1997年)
- Tomorrow's Blues (2003年)
- 『タイム・オン・アワ・サイド』 - Time on Our Side (2014年)
- Restoration (2022年)
- 『アポン・トゥモロウ』 - Upon Tomorrow (2023年) ※1971年に録音していた4thアルバム音源を含むコンピレーション。表題曲はジョン・ハイズマンが率いた後継グループ・テンペストで使用されていた
- 『イレブン』 - XI (2025年)

### ライブ・アルバム
- 『コロシアム・ライヴ』 - Colosseum Live (1971年)[注釈 2]
- LiveS  The Reunion Concerts 1994 (1995年)
- 『コロン 1994-リユニオン・コンサート』 - Live Cologne 1994 (2003年)
- The Complete Reunion Concert (2003年)
- 『コロシアム・ライヴ! 05』 - Live05 (2007年)
- Theme for a Reunion (2009年)
- Live At The Boston Tea Party, August 1969 (2015年)
- Live At The Montreux Jazz Festival 1969 (2020年)
- Live At Ruisrock, Turku, Finland, 1970 (2020年)
- Live At Piper Club, Rome, Italy 1971 (2020年)
- Live '71, Canterbury, Brighton & Manchester (2020年)

### シングル
- "Walking in the Park" / "Those About to Die, Salute You" (1969年)
- "Walking in the Park" / "The Road She Walked Before" (1969年)
- "The Kettle" / "Plenty Hard Luck" (1969年)
- "The Daughter of Time" / "Bring Out Your Dead" (1971年)